# Phoibe (Gemahlin des Danaos)
Phoibe (altgriechisch Φοίβη Phoíbē) ist in der griechischen Mythologie eine Hamadryade, eine jener Nymphen, die in Bäumen leben und auf das Engste mit dem Schicksal des Baumes verbunden sind. 
Sie ist eine der Gemahlinnen des Danaos, mit dem sie eine unbestimmte Anzahl seiner 50 Töchter hatte. Eine genaue Zuordnung der Töchternamen – sie werden summarisch mit den Töchtern der Hamadryade Atlanteie aufgelistet – ist anhand der Überlieferung nicht möglich. Es handelt sich um Hippodameia, Rhodia, Kleopatra, Asteria, eine weitere Hippodameia, Glauke, Hippomedusa, Gorge, Iphimedusa, Rhode, Peirene, Dorion, Phartis, Mnestra, Euippe, Anaxibia und Nelo.